# 445
445 (CDXLV) fue un año común comenzado en lunes del calendario juliano, en vigor en aquella fecha.
En el Imperio romano, el año fue nombrado el del consulado de Valentiniano y Nomo, o menos comúnmente, como el 1198 Ab urbe condita, adquiriendo su denominación como 445 a principios de la Edad Media, al establecerse el anno Domini.

## Acontecimientos
- Valentiniano III publica un edicto contra los maniqueos.
- Atila asesina a su hermano Bleda y se convierte en el único rey de los hunos.

## Fallecimientos
- Bleda, rey de los hunos.